# Горбань, Борис Архипович
Борис Архипович Горбань (1907  — 1955, Кишинёв) — советский партийный и государственный деятель, 2-й секретарь Киевского городского комитета КП(б)У, 2-й секретарь ЦК КП Молдавской ССР. Член Бюро ЦК КП Молдавской ССР.

## Биография
Член ВКП(б) с 1926 года.
Находился на ответственной партийной работе.
Делегат XVIII съезда ВКП(б). С 1939 года — 2-й секретарь Ярославского городского комитета ВКП(б).
Во время Великой Отечественной войны работал уполномоченным Государственного комитета обороны СССР на заводе № 62 Народного комиссариата оборонной промышленности СССР.
В 1944 — 20 ноября 1946 года — 2-й секретарь Киевского городского комитета КП(б)У.
18 мая 1949 — 18 сентября 1952 г.  — 2-й секретарь ЦК КП(б) Молдавии.
25 октября 1952 — 6 февраля 1954 г.  — 2-й секретарь ЦК КП Молдавской ССР. Уволен «в связи с выездом на учебу».
По некоторым данным покончил жизнь самоубийством.

## Награды
- орден Ленина
- орден Трудового Красного Знамени
- медаль «За победу над Германией в Великой Отечественной войне 1941-1945 гг.» (1945)
- медали